# Cyathea tsaratanaensis
Cyathea tsaratanaensis är en ormbunkeart som beskrevs av Carl Frederik Albert Christensen. Cyathea tsaratanaensis ingår i släktet Cyathea och familjen Cyatheaceae. Inga underarter finns listade.